# Tratado de Bucareste (1918)

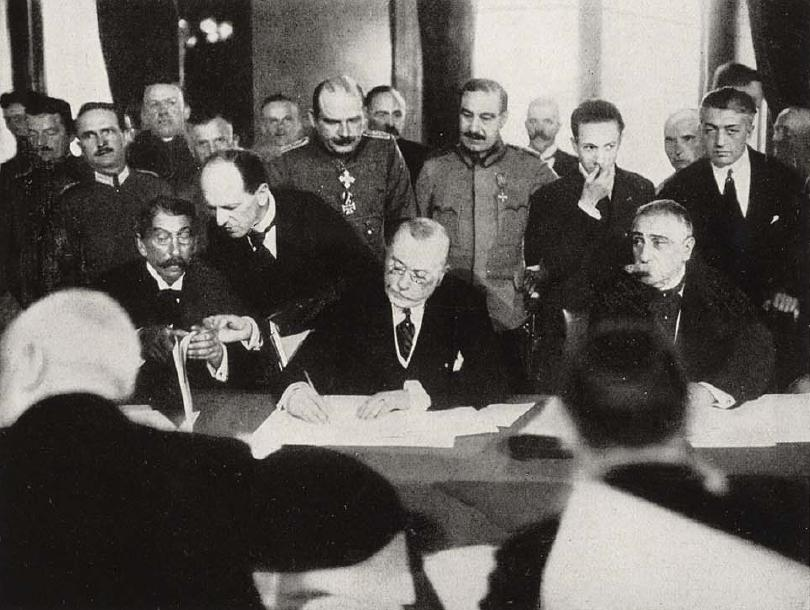
O primeiro ministro romeno Marghiloman firma o Tratado.

O Tratado de Bucareste foi um tratado de paz que o Império Alemão forçou a Romênia a assinar, em 7 de maio de 1918 na sequência da campanha romena de 1916-1917.

## Termos
Entre os seus termos:

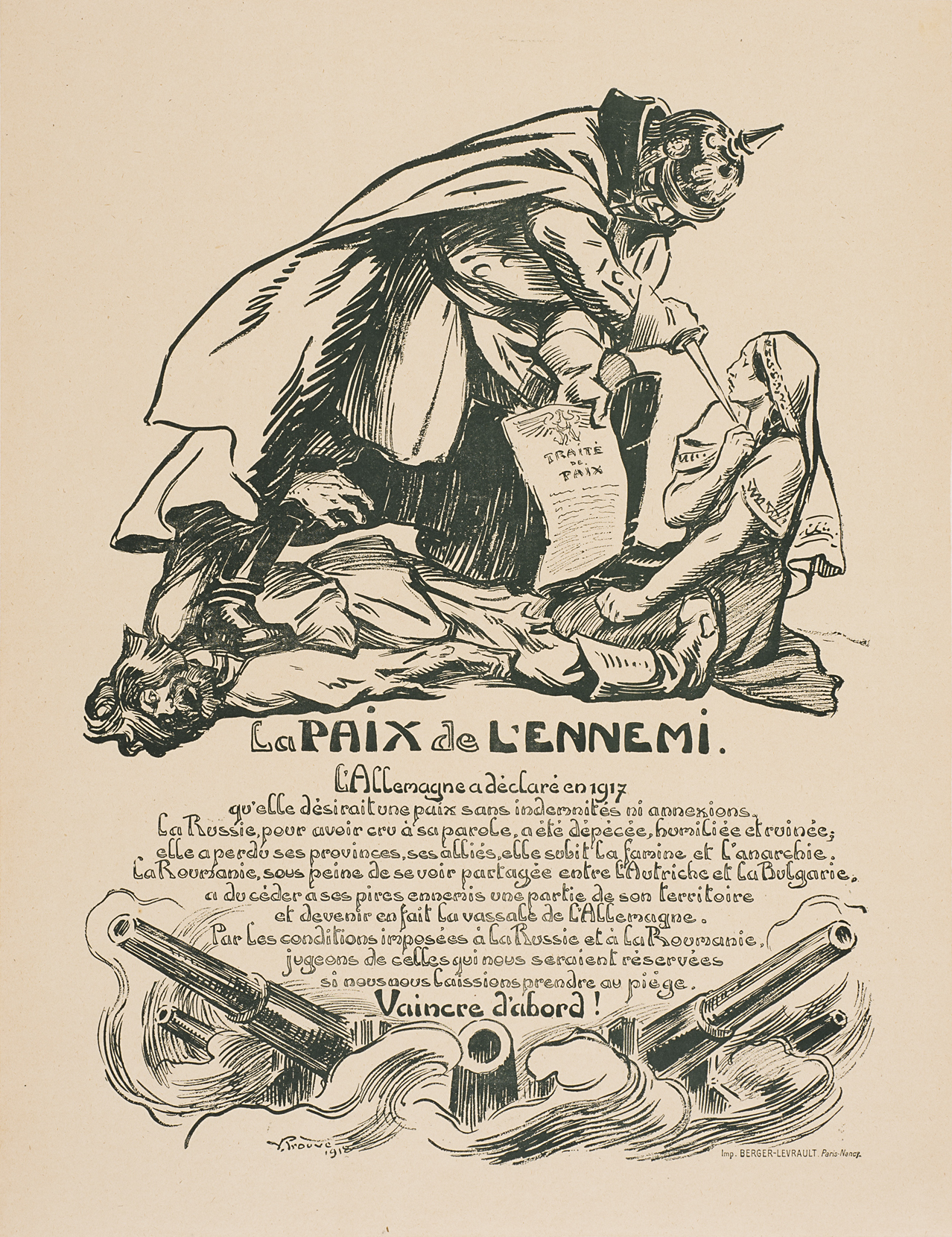
Caricatura francesa sobre o tratado: o imperador alemão Guilherme II ameaça com uma adaga a uma mulher (que representa a Romênia) enquanto lhe oferece o tratado de paz.

- A Romênia teve que retornar a Dobruja do Sul (o Cadrilater) e ceder a parte sul da Dobruja do Norte (veja o mapa) para a Bulgária, enquanto o resto da província permaneceu sob o controle conjunto das Potências Centrais.
- A Romênia tinha que dar à Áustria-Hungria, o controle duas passagens das montanhas dos Cárpatos.
- A Romênia se comprometeu na locação de poços de petróleo para a Alemanha por 90 anos.
- As Potências Centrais reconheceram a União da Bessarábia com a Romênia[1]

## Consequências

Mapa da Dobrudja com as mudanças territoriais especificadas no Tratado.
Território recuperado pela Bulgária (Dobrudja meriodional)
Território recuperado pela Bulgária (Franja de Mangalia)
Território recuperado pela Bulgária
Território recuperado por Bulgária (Silistra)
Condomínio dos Impérios Centrais

Alexandru Marghiloman negociou e assinou o Tratado de Bucareste com as Potências Centrais em 7 de maio de 1918. No entanto, o rei Fernando I da Romênia se recusou a assinar o tratado (já ratificado pela Câmara dos Deputados em 28 de Junho e pelo Senado em 4 de julho de 1918).
Embora a Bulgária recebeu uma parte do norte da Dobruja, continuou a pressionar a Alemanha e a Áustria-Hungria para a anexação de toda a província, incluindo o condomínio instituído pelo Tratado de Bucareste. Depois de certas negociações, um protocolo sobre a transferência da zona administrada conjuntamente no Norte de Dobruja para a Bulgária foi assinado em 25 de setembro de 1918 em Berlim, pela Alemanha, Áustria-Hungria, Império Otomano e Bulgária. Como compensação a Bulgária concordou em ceder a margem esquerda do rio Maritsa para a Turquia. No entanto, este acordo foi curto porque depois de quatro dias, em 29 de setembro a Bulgária teve de capitular diante do avanço das forças aliadas (Veja também: armistício com a Bulgária).
O tratado foi denunciado em outubro de 1918 pelo governo do próprio Alexandru Marghiloman e posteriormente anulado pelos termos do armistício de Compiègne de 11 de novembro de 1918.
Em 1919, a Alemanha foi forçada pelo Tratado de Versalhes, a renunciar a todos os benefícios proporcionados pelo Tratado de Bucareste de 1918. . A transferência territorial para a Áustria-Hungria e a Bulgária foram anuladas pelos tratados de Saint-Germain (1919), Trianon (1920) e Neuilly (1919), respectivamente.